# Air Transat
Air Transat A.T. Inc., діюча як Air Transat, — магістральна авіакомпанія Канади зі штаб-квартирою в місті Монреаль, провінція Квебек. Компанія виконує чартерні і регулярні рейси за 90 пунктам призначення в 25 країнах світу.
Протягом літнього сезону основний потік пасажирських перевезень авіакомпанії доводиться на аеропорти Європи, в зимовий сезон маршрутна мережа переорієнтується на аеропорти Мексики, Сполучених Штатів Америки, країн Карибського басейну і Південної Америки.
 Air Transat — єдина канадська авіакомпанія, уповноважена Міністерством транспорту країни на вчинення регулярних рейсів між Канадою та Кубою.

## Історія

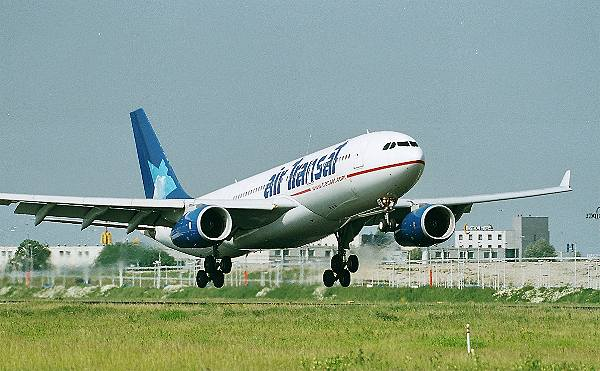
Airbus A330 Air Transat (колишня ліврея) в заході на посадку в Амстердамському аеропорту Схіпхол

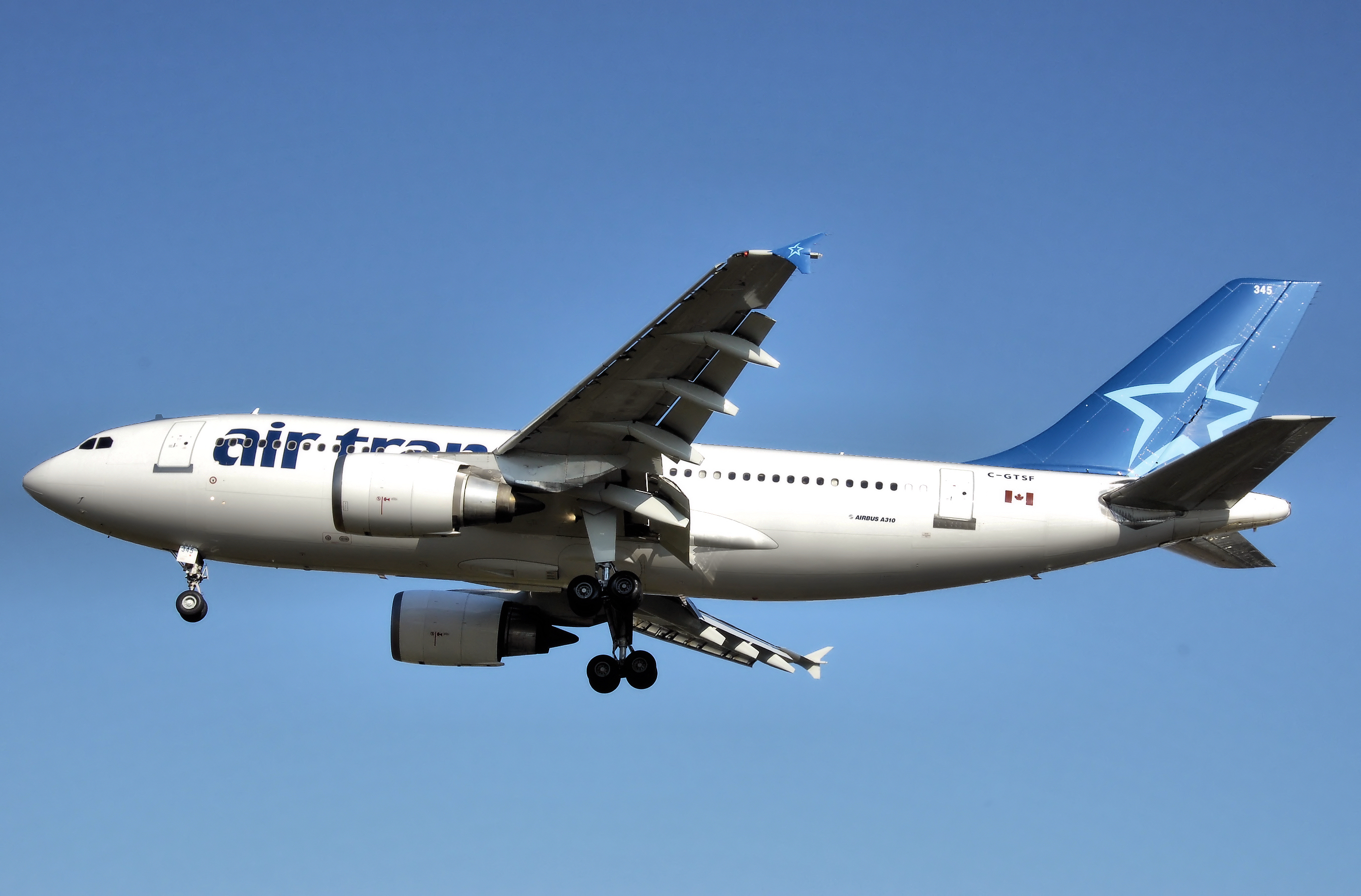
Airbus A310 — 300 Air Transat в поточній лівреї

Авіакомпанія  Air Transat  була заснована в грудні 1986 року колишніми співробітниками і менеджерами (в число яких входив і Франсуа Лежо) канадського авіаперевізника Quebecair і почала операційну діяльність 14 листопада 1987 з регулярного рейсу між Монреалем і Акапулько . Шість років по тому  Air Transat  придбала повітряні судна та наземні бази обслуговування що припинила існування канадської авіакомпанії Nationair .
В даний час  Air Transat  є дочірнім підрозділом авіаційного холдингу Transat AT, до складу якого входять також компанії Transat Holidays, Nolitours, Jonview Canada та інші, що спеціалізуються на організації, замовленнях, маркетингу та інших послугах у сфері туристичного бізнесу. Усі підрозділи холдингу працюють під єдиною торговою маркою TDC (Transat Distribution Canada) . Холдинг володіє власними туристичними операторами в Канаді та Франції, йому належить працює у Великій Британії туроператор Canadian Affair, що спеціалізується головним чином на організації туристичного відпочинку в Канаді та використовує як авіаперевізників канадську  Air Transat  і британську Thomas Cook Airlines
У 2009 році послугами  Air Transat  скористалося більше двох з половиною мільйонів чоловік. Авіакомпанія є четвертим за величиною авіаперевізником країни після компаній Air Canada , Air Canada Jazz і WestJet .
Станом на кінець 2009 року в  Air Transat  працювало 2667 співробітників.
 Air Transat  є єдиною в Канаді і однією з дев'яти авіакомпаній світу, повітряний флот яких складають тільки широкофюзеляжні літаки .

## Авіапригоди і нещасні випадки
- 24 серпня 2001 Airbus A330 — 200, який прямував регулярним рейсом 236 Торонто — Лісабон, через брак гасу скоїв найдовший політ літака з турбовентиляторними двигунами в режимі планера. Аварійна ситуація виникла в результаті використання непередбачених запчастин при плановому ремонті двигуна і через помилку екіпажу, який не зміг правильно оцінити показання бортового комп'ютера, який показав втрату палива. Безмоторний політ тривав півгодини, протягом цього часу лайнером було подолано 120 км до аварійної посадки на авіабазі Лажеш (Азорські острови, Португалія). З 306 чоловік на борту ніхто не постраждав, лайнер згодом продовжив експлуатацію в парку Air Transat.

Детальніше Рейс 236 Air Transat
- 6 березня 2005 Airbus A310 — 300, який прямував регулярним рейсом 961 з Варадеро (Куба) в Квебек, втратив частину вертикального стабілізатора. Екіпаж зумів розвернути лайнер і благополучно посадити його в аеропорту Варадеро, з 271 людей на борту ніхто не постраждав. При розслідуванні причин інциденту комісія констатувала відсутність помилок в діях екіпажу в керуванні літаком, а також адекватну роботу демпфера рискання під час польоту лайнера. Причиною інциденту була названа недбалість заводу-виробника, допущена при виробництві композитних рулів напряму.

## Маршрутна мережа
Авіакомпанія спеціалізується на чартерних рейсах з великих міст Канади в аеропорти Європи в літній сезон і на південних напрямках — в зимові місяці.

## Флот
Станом на листопад 2009 року повітряний флот авіакомпанії Air Transat складали літаки
На 4 квітня 2009 року середній вік парку літаків Air Transat становив 17,1 рік.

### Виведені з експлуатації
- Airbus A320
- Boeing 727
- Boeing 757
- Lockheed L-1011 TriStar 150/500
- Boeing 737